# 小行星8693
小行星8693（英語：8693 Matsuki）是一颗围绕太阳公转的小行星。1992年11月16日，圓舘金、渡邊和郎在北见发现了此天体。
这颗小行星的绝对星等为238.6777866885903等。